# Привольне (Уланський район)
Приво́льне (каз. Привольное) — село у складі Уланського району Східноказахстанської області Казахстану. Адміністративний центр Багратіонівського сільського округу.
Населення — 1102 особи (2021; 1421 у 2009, 1394 у 1999, 1593 у 1989).
Національний склад станом на 1989 рік:
- росіяни — 46 %
- казахи — 44 %